# Musée de la région autonome ouïghoure du Xinjiang
Le Musée de la région autonome ouïghoure du Xinjiang (chinois : 新疆维吾尔自治区博物馆 ; ouïghour : شىنجاڭ ئۇيغۇر ئاپتونوم رايونلۇق مۇزېي‎) est un musée régional situé à Ürümqi, capitale de la région autonome ouïghoure du Xinjiang, au nord-ouest de la Chine. Ils conserve et expose des pièces de l'ensemble de la région, dont de nombreuses pièces provenant de sites archéologiques.

## Galerie

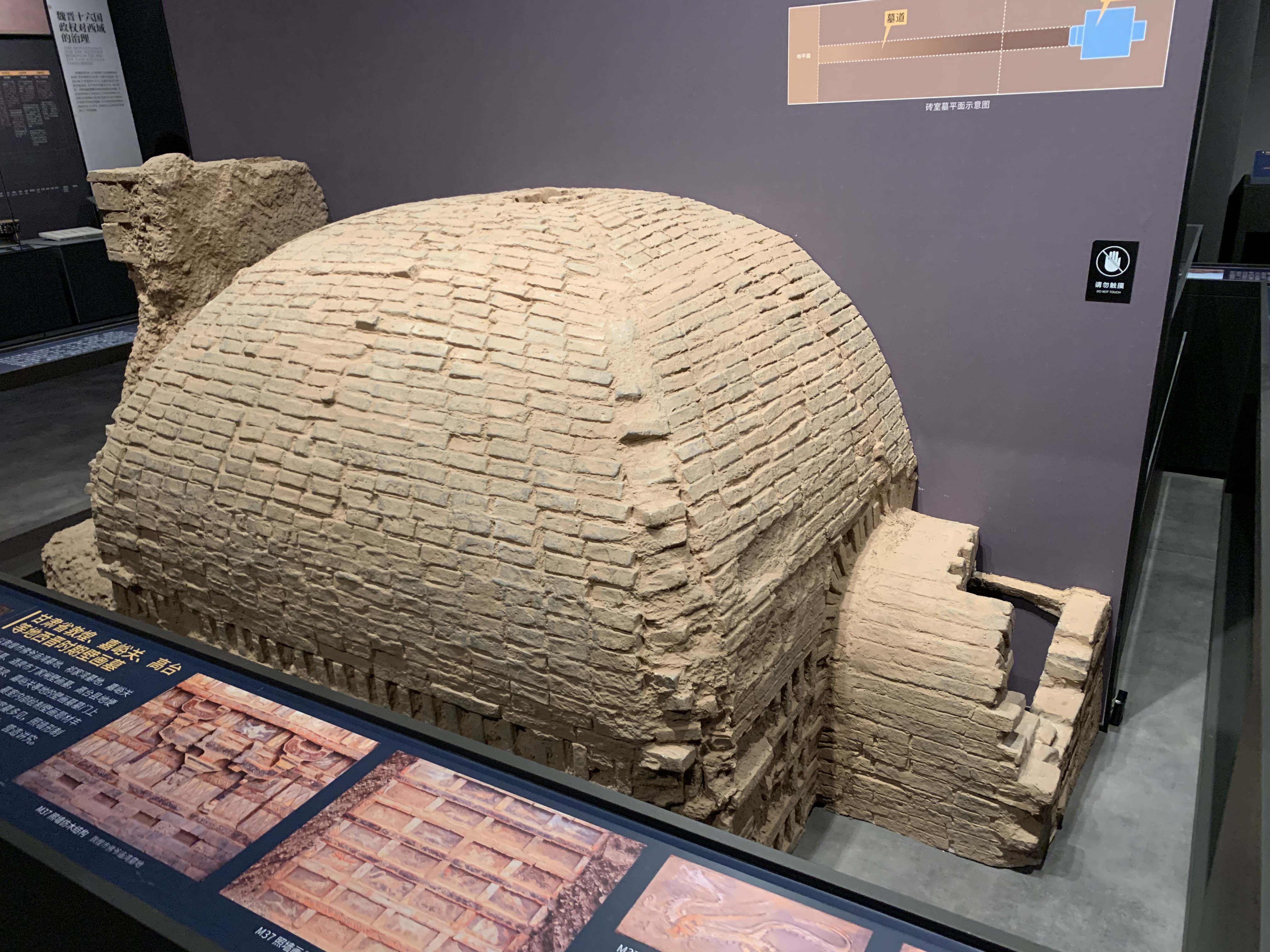
Reproduction de tombes aux chambres de briques du groupe des tombes de la Route Youyi (zh) de Kucha
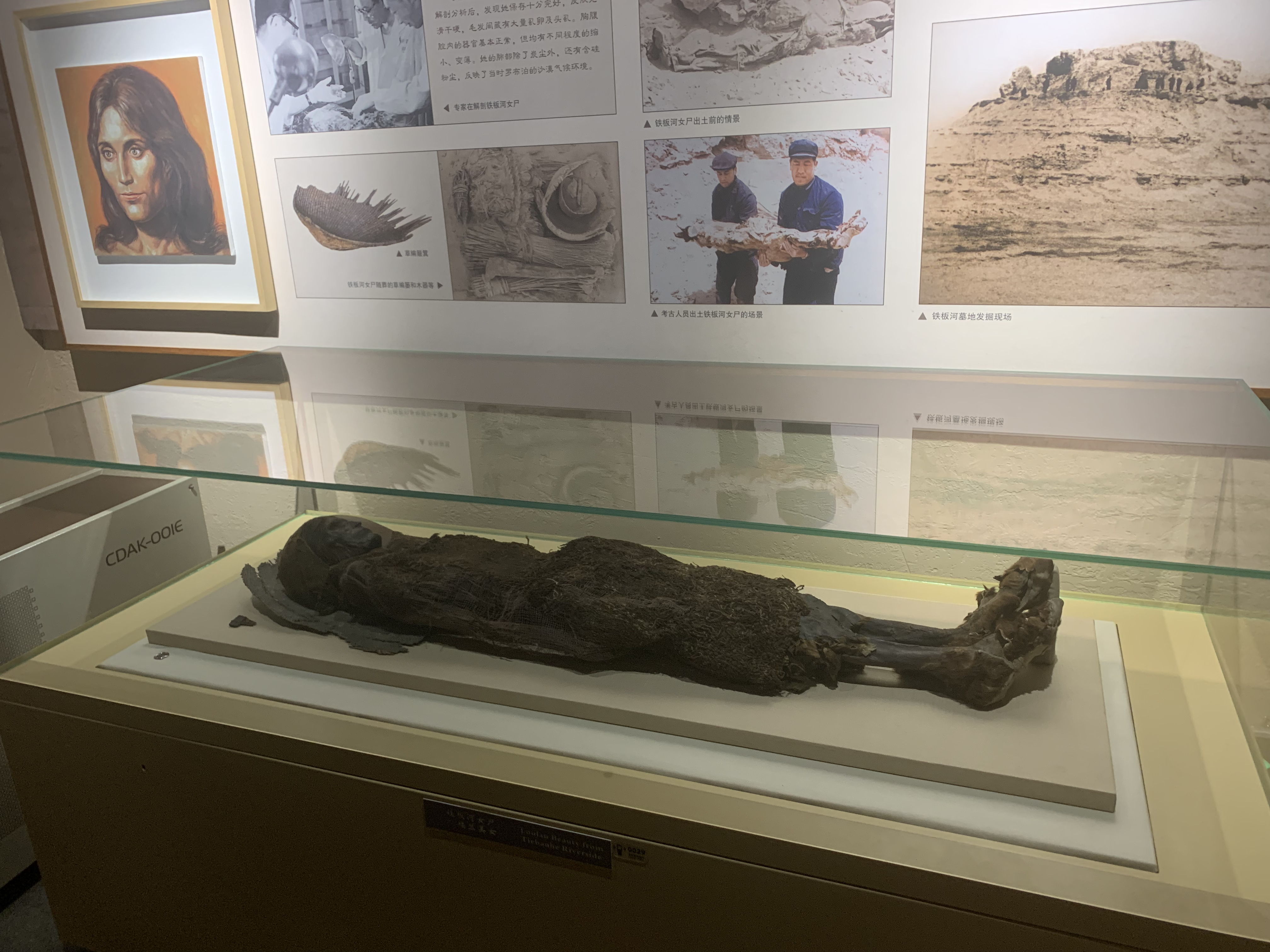
Momie de la femme de Loulan
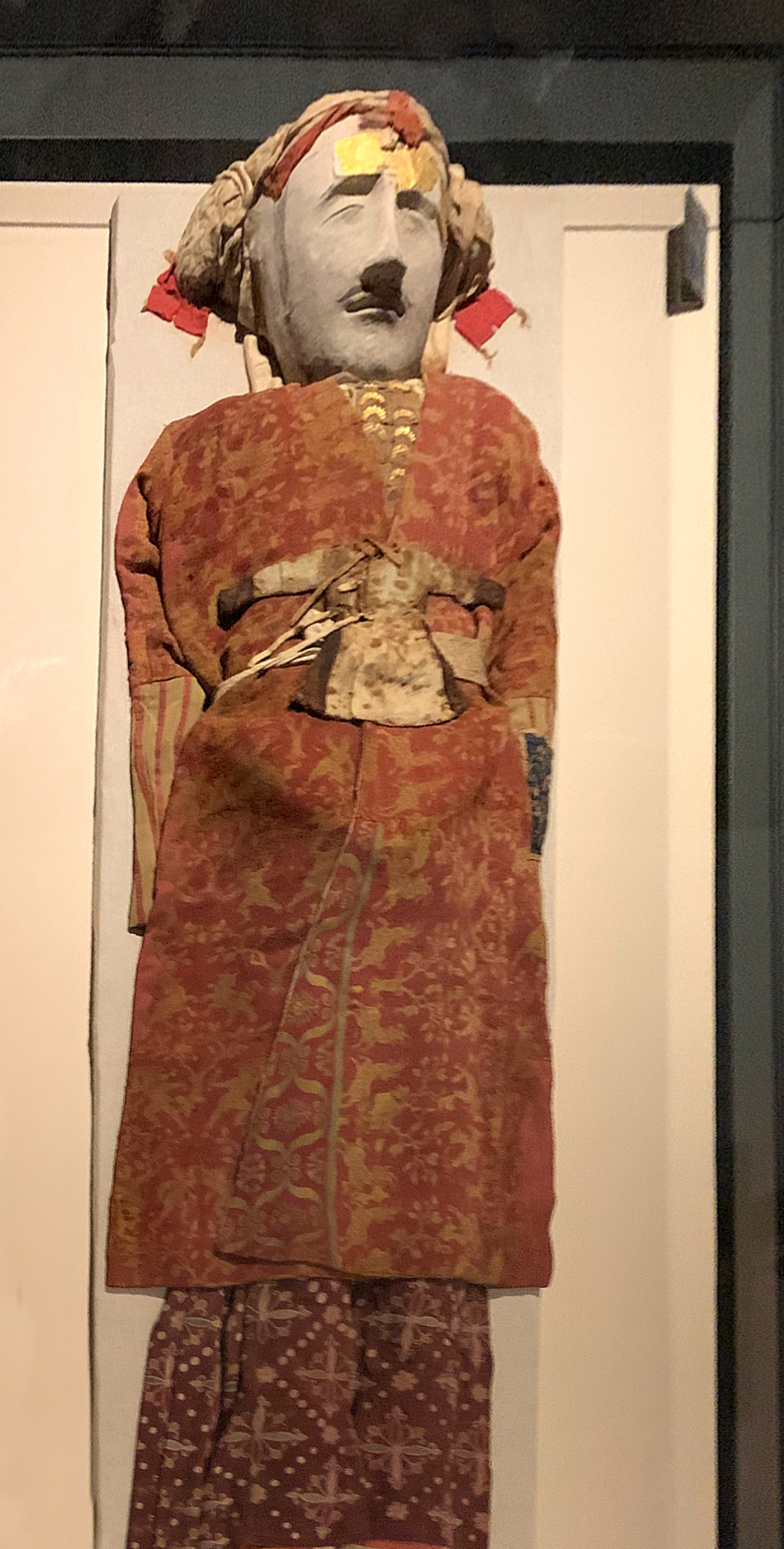
momie de l'homme de Yingpan (en)
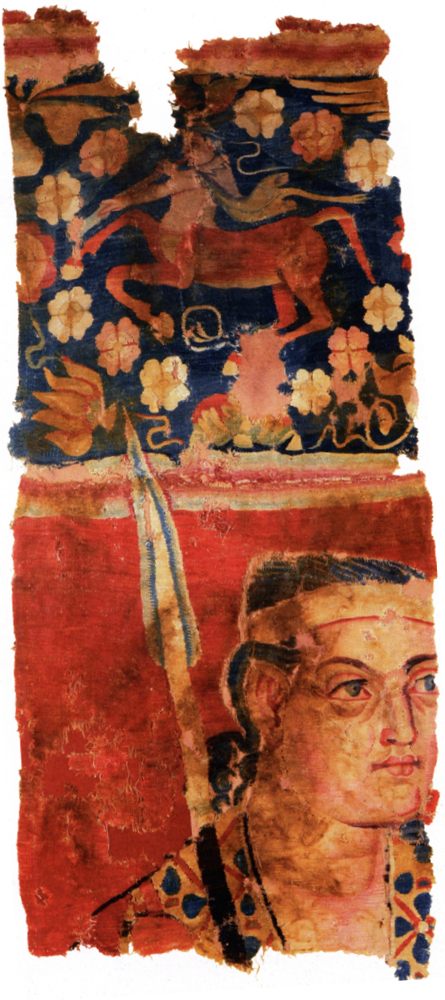
Tapisserie de Sampul (zh)
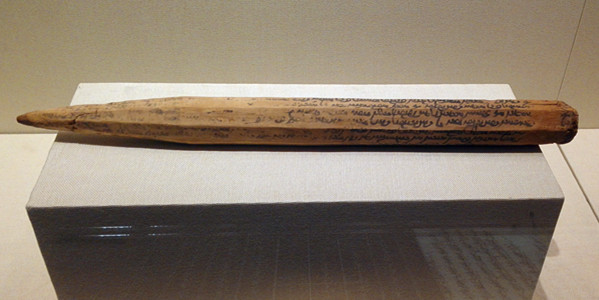
Bâton de bois comportant des inscriptions en ancien ouïghour
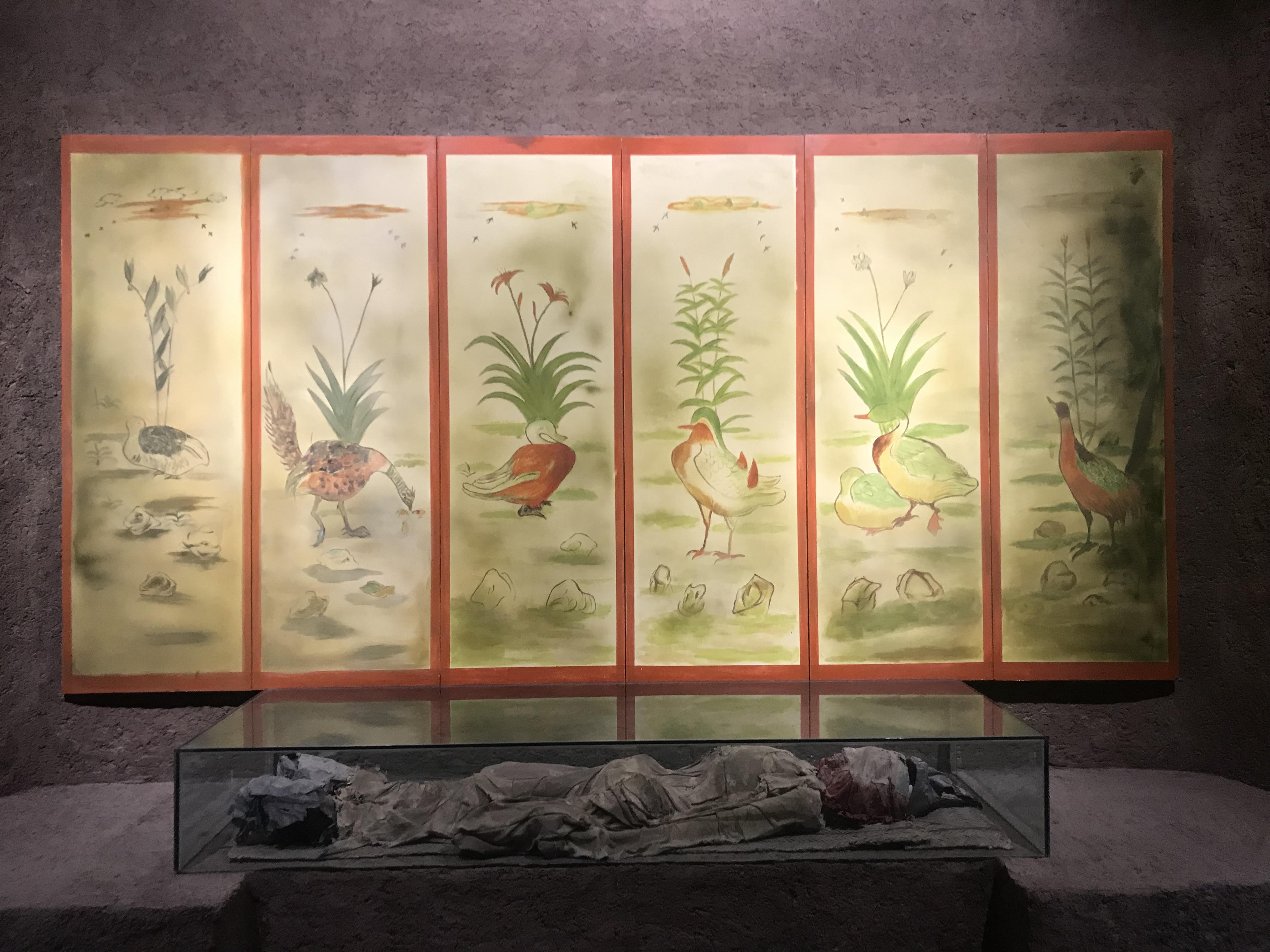
reproduction de peintures murales d'une des tombes d'Astana
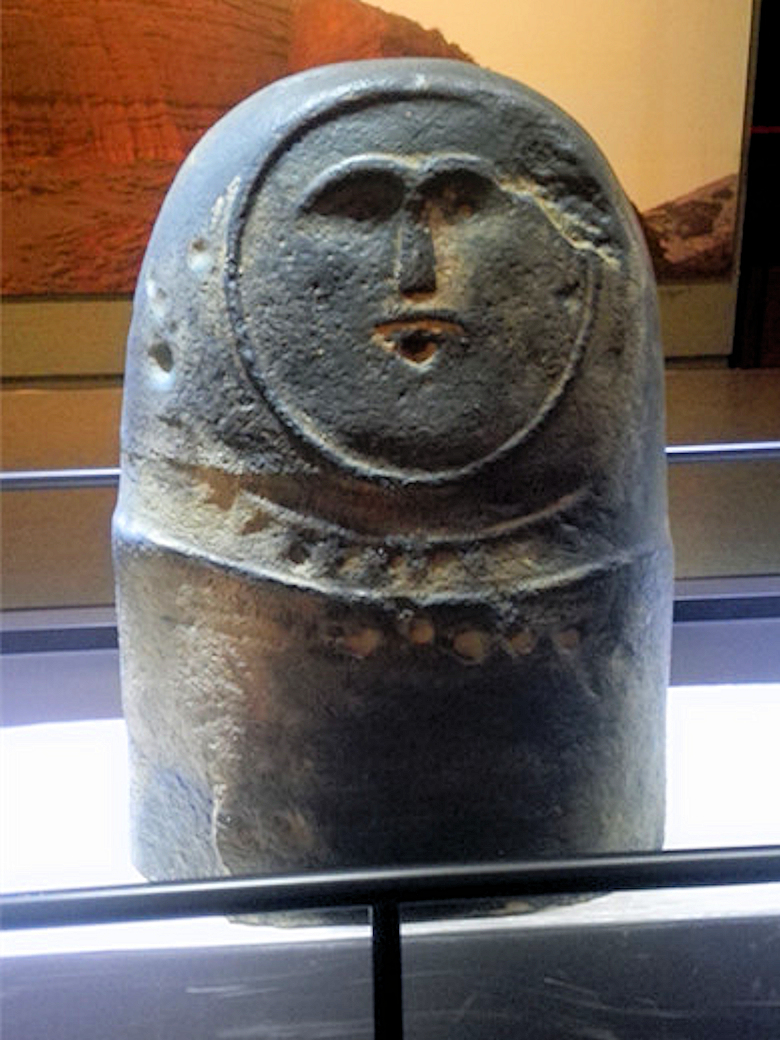
Sculpture de la culture Chemurchek (en)